# Mariánská vyhlídka
Mariánská vyhlídka je jedna z vyhlídek v Hruboskalském skalním městě, nedaleko zámku Hrubá Skála. Svojí polohou umožňuje rozhled na Ještěd, Turnovsko, Kozákov, Dračí skály, Lebku, Dračí věž, zámek Hrubá Skála a Trosky. Nedaleko se nachází symbolický hřbitov horolezců. Spolu se Zámeckou vyhlídkou se nachází na žlutě značené turistické stezce od pramenů u Lázní Sedmihorky k zámku Hrubá Skála.